# الون (آیووا)
الون (به انگلیسی: Elon) یک منطقهٔ مسکونی در ایالات متحده آمریکا است که در آیووا واقع شده‌است. الون ۳۸۳٫۱۴ متر بالاتر از سطح دریا قرار دارد.